# Châtillon - Montrouge (metrostation)
Châtillon - Montrouge is de zuidelijke terminus van de lijn 13 van het Parijse metronet. Het station ligt op de grens van de gemeenten Châtillon en Montrouge in het departement Hauts-de-Seine, niet ver van de gemeente Malakoff.
Het bovengrondse station werd in november 1976 geopend als onderdeel van de verlenging van lijn 13. Sedert 2010 keren de metrotreinen hier volautomatisch. Het station is ook sinds december 2014 het noordoostelijke terminus van tramlijn 6 naar Viroflay.
Noordwestelijke tak:
Les Courtilles · 
Les Agnettes · 
Gabriel Péri · 
Mairie de Clichy · 
Porte de Clichy · 
Brochant

Noordoostelijke tak: Saint-Denis - Université · 
Basilique de Saint-Denis · 
Saint-Denis - Porte de Paris · 
Carrefour Pleyel · 
Mairie de Saint-Ouen · 
Garibaldi · 
Porte de Saint-Ouen · 
Guy Môquet

Gemeenschappelijk: La Fourche · 
Place de Clichy · 
Liège · 
Saint-Lazare · 
Miromesnil · 
Champs-Élysées - Clemenceau · 
Invalides · 
Varenne · 
Saint-François-Xavier · 
Duroc · 
Montparnasse - Bienvenüe · 
Gaîté · 
Pernety · 
Plaisance · 
Porte de Vanves · 
Malakoff - Plateau de Vanves · 
Malakoff - Rue Étienne Dolet · 
Châtillon - Montrouge